# Jure imperii
Iure imperii è un concetto proprio del diritto internazionale secondo cui uno Stato gode, solitamente, dell'immunità dalla giurisdizione di qualsiasi altro Stato.
Tuttavia, alcune fonti giurisprudenziali italo-belghe hanno avanzato una teoria più restrittiva che inquadrerebbe la divisione degli atti che uno Stato compie in atti iure imperii e atti iure gestionis, facendo ricadere un'immunità "ristretta" soltanto sugli atti che lo Stato compie nello svolgimento delle sue funzioni (pubbliche), ossia gli atti iure imperii.